# جون تي تشيشولم
جون تي تشيشولم (بالإنجليزية: John T. Chisholm)‏ هو محامي أمريكي، ولد في 14 مارس 1963 في ميلواكي في الولايات المتحدة.